# 黑尾鼠
黑尾鼠（学名：Niviventer cremoriventer）也称褐尾鼠，一种分布于东南亚地区的啮齿动物，隶属于鼠科白腹鼠属。本种是美国学者格里特·史密斯·米勒于1900年描述发表。